# 准两年振荡
准双年振荡（QBO）是赤道纬向风在热带平流层东风和西风之间的准周期振荡，平均周期为28～29个月。交替风态在平流层下部的顶部发展，并在大约1km时向下传播每个月，直到它们在热带对流层顶消散。东风的向下运动通常比西风的向下运动更不规则。东风相位的振幅大约是西风相位的两倍。在垂直 QBO 域的顶部，东风占主导地位，而在底部，则更有可能发现西风。在 30 毫巴气压层，关于月平均纬向风，有记录的最强东风为2005 年 11 月的 29.55 m/s，而有记录的最强西风为1995 年 6 月的 15.62 m/s。

## 发现
1883 年，喀拉喀托火山爆发导致平流层中后续火山灰的视觉追踪。利用视觉跟踪方法，学者发现了 25 到 30 公里高度处存在一个东风带。这个风带后来被称为喀拉喀托东风带。1908 年，在非洲维多利亚湖上空释放的探空气球记录了平流层大气层的西风。这些发现在当时被认为与 1883 年的发现相矛盾。 然而，英国气象局的研究人员在 1950 年代发现了后来被称为QBO的现象，使得这一带的风向在西风和东风之间振荡。 一段时间以来，这些 QBO 风的原因仍不清楚。无线电探空仪探测显示其相位与年周期无关，与许多其他平流层环流模式的情况一样。在 1970 年代，理查德·临泽和詹姆斯·霍顿认识到周期性的风反转是由从热带对流层发出的大气波动驱动的，这些大气波向上传播并通过辐射冷却在平流层中消散。造成这种影响的波的确切性质引起了激烈的争论。然而，近年来，随着越来越多气候模型对QBO进行模拟，重力波已被视为主要因子。   

## 影响
QBO 的影响包括由 QBO 引起的二次环流对平流层臭氧的混合、季风降水的改变以及对北半球冬季平流层环流的影响（部分由平流层突然变暖的频率变化介导）。 QBO 的东相通常与平流层更突然变暖、大西洋急流减弱以及北欧和美国东部的寒冷冬季同时发生。而 QBO 的西风位向通常与美国东部的暖冬和强大西洋急流相吻合，温和、北欧多雨多风的冬天。 此外，QBO 已被证明会影响大西洋飓风季的飓风频率。 还有研究表明ENSO（厄尔尼诺-南方涛动）和 QBO 之间可能存在关联。 

## 观测
自 1950 年代初发现以来，首次观测到的与正常 QBO 的显著偏差始于 2016 年 2 月，当时向东风的过渡被意外形成的新西风带破坏。缺乏可靠的 QBO 周期使预测者失去了有价值的工具。由于 QBO 对北大西洋涛动和北欧天气有很大影响，科学家推测该地区即将到来的冬天可能会更温暖、更暴风雨。   美国宇航局的科学家们一直在研究测试是否可能涉及 2015/16 年极强的厄尔尼诺事件、气候变化或其他一些因素。他们正在确定这是一代人的事件，还是整体气候变化的迹象。 
柏林自由大学提供了一个 QBO 数据集，其中包括来自阿巴里灵阿环礁、马尔代夫和新加坡的无线电探空仪观测结果。下图显示了 1980 年代的 QBO。

时间–月平均高度图，纬向平均赤道纬向风 (u) 以 m/s 为单位，介于 20 和35 km之间十年期间的海拔高度。正值表示西风，等高线为 0 m/s。